# (13112) Montmorency
(13112) Montmorency est un astéroïde de la ceinture principale.

## Description
(13112) Montmorency est un astéroïde de la ceinture principale. Il fut découvert par Eric Walter Elst le 18 août 1993 à Caussols. Il présente une orbite caractérisée par un demi-grand axe de 2,86 UA, une excentricité de 0,024 et une inclinaison de 1,85° par rapport à l'écliptique.
Il fut nommé en hommage à Philippe de Montmorency, comte de Hoorne (1524-1568), homme d'État, amiral de Flandres et chevalier de la Toison d'Or en 1555.

## Compléments